# Synaptantha
Synaptantha är ett släkte av måreväxter. Synaptantha ingår i familjen måreväxter.
Kladogram enligt Catalogue of Life:
| Synaptantha | \| \| Synaptantha scleranthoides \| \| \| \| \| \| Synaptantha tillaeacea \| \| \| \| |
|             | \| \| Synaptantha scleranthoides \| \| \| \| \| \| Synaptantha tillaeacea \| \| \| \| |
|             | Synaptantha scleranthoides                                                            |
|             |                                                                                       |
|             | Synaptantha tillaeacea                                                                |
|             |                                                                                       |